# Callosobruchus imitator
Callosobruchus imitator is een keversoort uit de familie bladkevers (Chrysomelidae). De wetenschappelijke naam van de soort werd in 1999 gepubliceerd door Kingsolver.